# La Saline
Pour les articles homonymes, voir Saline.

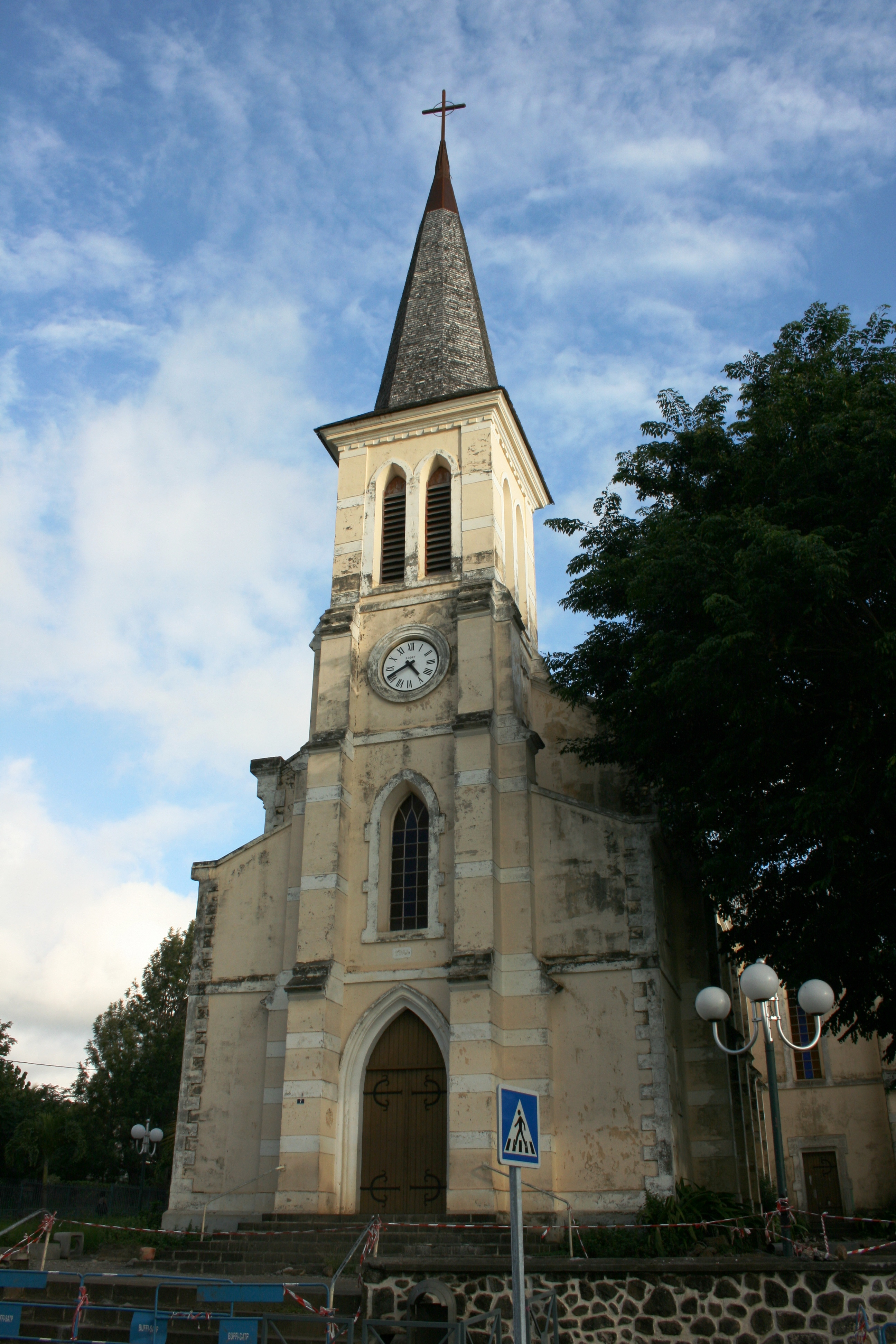
Vue de l'église Sainte-Thérèse d'Avila à La Saline.

La Saline est un village de l'île de La Réunion, département d'outre-mer français dans le sud-ouest de l'océan Indien. C'est un quartier de la commune de Saint-Paul dans le sud du territoire communal et au sud du centre-ville. Il est situé à l'est de La Saline les Bains, qui lui est reliée historiquement par la route dite Montée Panon.
Le village se situe à 500 m d'altitude à 10 minutes de la Route des Tamarins. 
On y trouve le collège Célimène Gaudieux, du nom d'une chanteuse célèbre à La Réunion au 19e siècle, ainsi qu'un lycée professionnel, le lycée Vue Belle. 
Une piscine municipale a été installée en 2005 dans une partie de l'ancienne usine sucrière de Vue Belle laquelle a fermé en 1970. 
La cheminée Vue Belle est inscrite aux Monuments historiques, ainsi que le Hangar Fillod. 

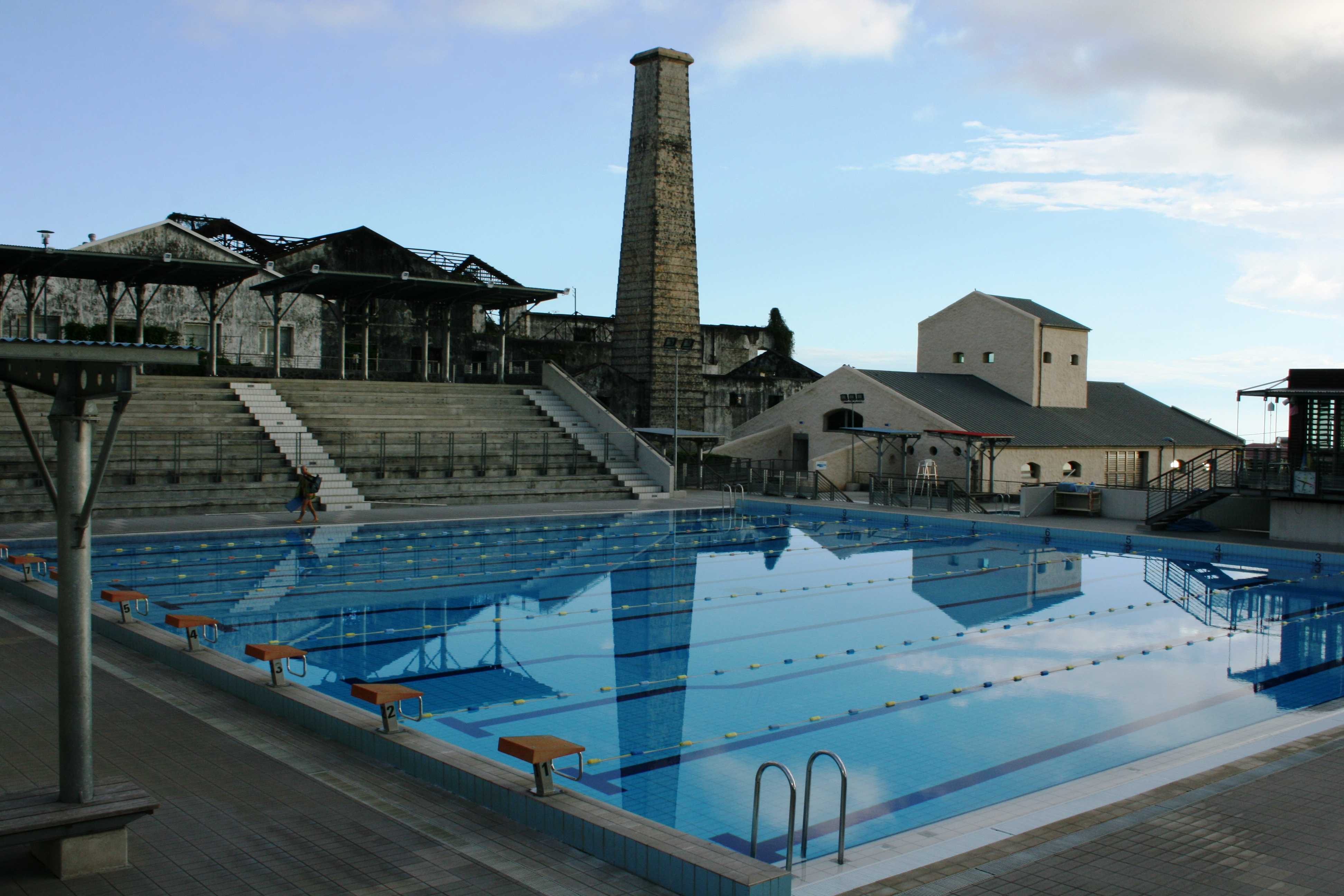
La piscine municipale de Vue Belle et en arrière-plan les vestiges de l'ancienne usine sucrière
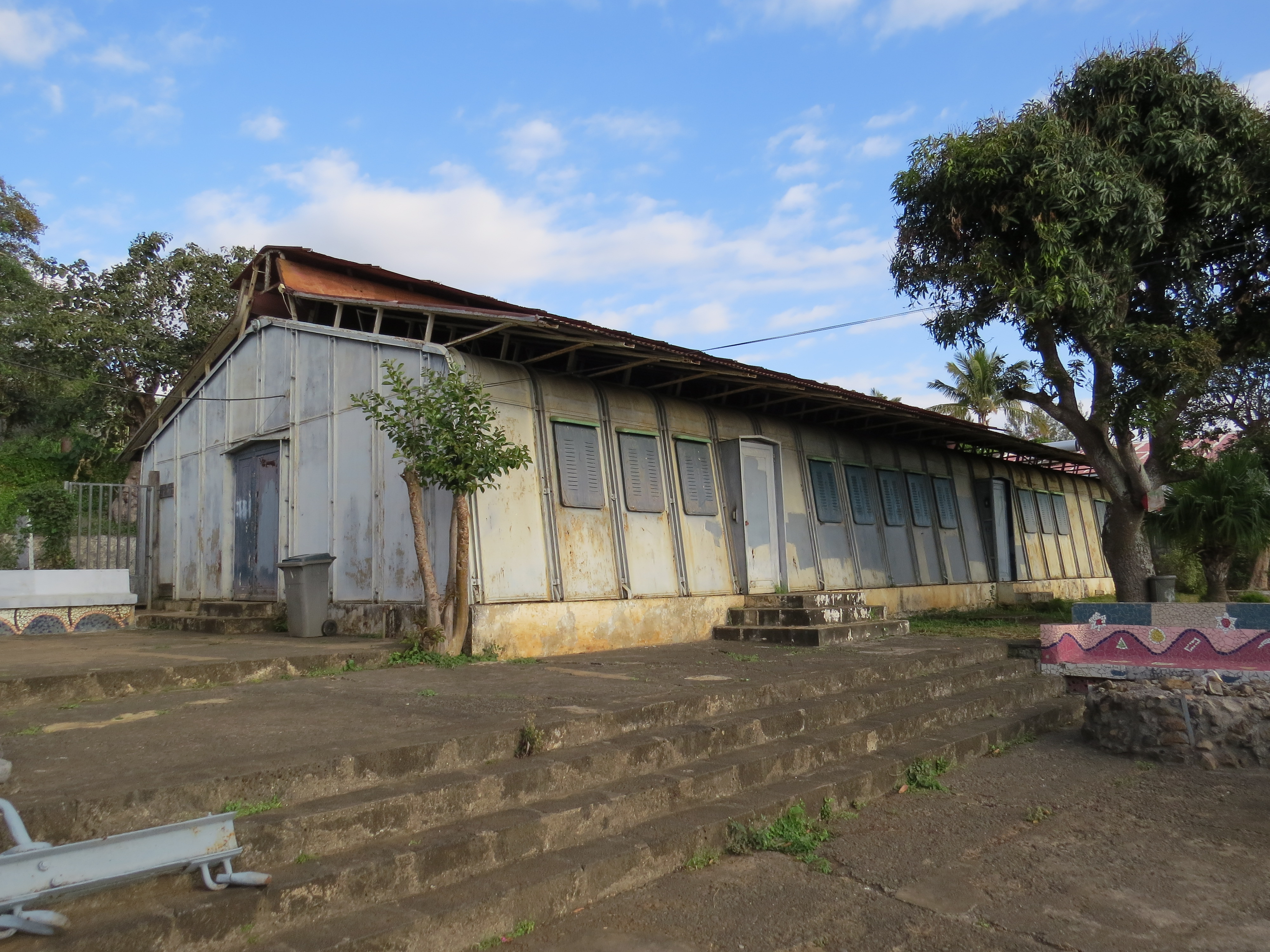
Le Hangar Fillod, qui abritait des bureaux